# 瓜薩帕
瓜薩帕（西班牙語：Guazapa），是薩爾瓦多的城鎮，位於該國中西部，由聖薩爾瓦多省負責管轄，面積63.65平方公里，海拔高度414米，2007年人口22,906，人口密度每平方公里359.87人。
13°53′N 89°10′W / 13.883°N 89.167°W